# Стів'як
Стів'як (англ. Stewiacke) — містечко в Канаді, у провінції Нова Шотландія, у складі графства Колчестер.

## Населення
За даними перепису 2016 року, містечко нараховувало 1373 особи, показавши скорочення на 4,5%, порівняно з 2011-м роком. Середня густина населення становила 77,9 осіб/км².
З офіційних мов обидвома одночасно володіли 70 жителів, тільки англійською — 1 300, а 5 — жодною з них. Усього 15 осіб вважали рідною мовою не одну з офіційних.
Працездатне населення становило 59% усього населення, рівень безробіття — 9,4% (9,3% серед чоловіків та 9,7% серед жінок). 89,9% осіб були найманими працівниками, а 8,7% — самозайнятими.
Середній дохід на особу становив $38 649 (медіана $30 123), при цьому для чоловіків — $51 417, а для жінок $26 876 (медіани — $42 048 та $22 176 відповідно).
28,6% мешканців мали закінчену шкільну освіту, не мали закінченої шкільної освіти — 22,2%, 49,1% мали післяшкільну освіту, з яких 21,7% мали диплом бакалавра, або вищий.
| Статево-вікова структура населення | Статево-вікова структура населення | Статево-вікова структура населення | Статево-вікова структура населення | Статево-вікова структура населення |
| ---------------------------------- | ---------------------------------- | ---------------------------------- | ---------------------------------- | ---------------------------------- |
|                                    |                                    |                                    |                                    |                                    |
| Всього                             | Всього                             | 46,9%53,1%                         |                                    |                                    |
| 0 — 14 років                       | 0 — 14 років                       |                                    | 14,7%                              | 14,7%                              |
| 15 — 64 років                      | 15 — 64 років                      |                                    | 63,4%                              | 63,4%                              |
| 65 і більше                        | 65 і більше                        |                                    | 22%                                | 22%                                |
| 85 і більше                        | 85 і більше                        |                                    | 3,7%                               | 3,7%                               |
| Середній вік (років)               | Середній вік (років)               | 43,745,4                           | 44,6                               | 44,6                               |
| Медіана (років)                    | Медіана (років)                    | 46,749,4                           | 47,6                               | 47,6                               |
| — чоловіки — жінки                 |                                    |                                    |                                    |                                    |

| Походження мешканців:     | Походження мешканців:     | Походження мешканців: | Походження мешканців: | Походження мешканців: |
| ------------------------- | ------------------------- | --------------------- | --------------------- | --------------------- |
| Походження                |                           |                       | осіб                  | %                     |
| Корінні американці        | Корінні американці        |                       | 80                    | 5.82%                 |
| Інше північноамериканське | Інше північноамериканське |                       | 730                   | 53.09%                |
| Європейське               | Європейське               |                       | 930                   | 67.64%                |
| британське                | британське                |                       | 790                   | 57.45%                |
| французьке                | французьке                |                       | 165                   | 12%                   |
| українське                | українське                |                       | 10                    | 0.73%                 |
| Карибське                 | Карибське                 |                       | 10                    | 0.73%                 |
| Африканське               | Африканське               |                       | 10                    | 0.73%                 |
| Азійське                  | Азійське                  |                       | 10                    | 0.73%                 |

| Зайнятість населення за галузями (за класифікацією NOC): | Зайнятість населення за галузями (за класифікацією NOC): | Зайнятість населення за галузями (за класифікацією NOC): | Зайнятість населення за галузями (за класифікацією NOC): | Зайнятість населення за галузями (за класифікацією NOC): |
| -------------------------------------------------------- | -------------------------------------------------------- | -------------------------------------------------------- | -------------------------------------------------------- | -------------------------------------------------------- |
|                                                          |                                                          |                                                          |                                                          |                                                          |
| Управління                                               | Управління                                               |                                                          | 9,6%                                                     | 9,6%                                                     |
| Бізнес, фінанси та адміністрування                       | Бізнес, фінанси та адміністрування                       |                                                          | 11,8%                                                    | 11,8%                                                    |
| Природничі та прикладні науки                            | Природничі та прикладні науки                            |                                                          | 5,1%                                                     | 5,1%                                                     |
| Охорона здоров'я                                         | Охорона здоров'я                                         |                                                          | 5,9%                                                     | 5,9%                                                     |
| Освіта, правозахист, муніципальні та урядові служби      | Освіта, правозахист, муніципальні та урядові служби      |                                                          | 13,2%                                                    | 13,2%                                                    |
| Мистецтво, культура, відпочинок та спорт                 | Мистецтво, культура, відпочинок та спорт                 |                                                          | 1,5%                                                     | 1,5%                                                     |
| Роздрібна торгівля та послуги                            | Роздрібна торгівля та послуги                            |                                                          | 22,8%                                                    | 22,8%                                                    |
| Гуртова торгівля, транспорт та обладнання                | Гуртова торгівля, транспорт та обладнання                |                                                          | 21,3%                                                    | 21,3%                                                    |
| Природні ресурси, сільське господарство                  | Природні ресурси, сільське господарство                  |                                                          | 4,4%                                                     | 4,4%                                                     |
| Виробництво                                              | Виробництво                                              |                                                          | 4,4%                                                     | 4,4%                                                     |

## Клімат
Середня річна температура становить 6,3°C, середня максимальна – 22,8°C, а середня мінімальна – -12°C. Середня річна кількість опадів – 1 285 мм.
| Клімат поселення                              | Клімат поселення | Клімат поселення | Клімат поселення | Клімат поселення | Клімат поселення | Клімат поселення | Клімат поселення | Клімат поселення | Клімат поселення | Клімат поселення | Клімат поселення | Клімат поселення | Клімат поселення |
| Показник                                      | Січ.             | Лют.             | Бер.             | Квіт.            | Трав.            | Черв.            | Лип.             | Серп.            | Вер.             | Жовт.            | Лист.            | Груд.            |                  |
| Середній максимум, °C                         | −0,27            | −0,04            | 4,34             | 9,95             | 15,75            | 20,75            | 22,75            | 22,48            | 18,24            | 12,59            | 7,64             | 1,47             |                  |
| Середня температура, °C                       | −6,12            | −5,89            | −1,52            | 4,11             | 9,89             | 14,89            | 18,64            | 18,38            | 14,13            | 8,48             | 3,52             | −2,65            |                  |
| Середній мінімум, °C                          | −11,97           | −11,73           | −7,38            | −1,75            | 4,04             | 9,05             | 14,53            | 14,28            | 10,02            | 4,38             | −0,58            | −6,75            |                  |
| Норма опадів, мм                              | 119              | 96               | 109              | 101              | 104              | 96               | 93               | 96               | 102              | 112              | 131              | 126              |                  |
| Середньомісячна швидкість вітру, м/с          | 4.94             | 4.83             | 4.82             | 4.54             | 4.07             | 3.66             | 3.39             | 3.28             | 3.68             | 4.32             | 4.71             | 5.11             |                  |
| Середньомісячна сонячна радіація, кДж/м²·день | 4978             | 8279             | 11959            | 14929            | 17976            | 20378            | 20110            | 17871            | 13573            | 8665             | 5025             | 3839             |                  |
| --------------------------------------------- | ---------------- | ---------------- | ---------------- | ---------------- | ---------------- | ---------------- | ---------------- | ---------------- | ---------------- | ---------------- | ---------------- | ---------------- | ---------------- |
| Джерело:                                      |                  |                  |                  |                  |                  |                  |                  |                  |                  |                  |                  |                  |                  |